# Regimentul de rachete antiaeriene „Dimitrie Cantemir”
Regimentul de rachete antiaeriene „Dimitrie Cantemir” este o unitate militară din cadrul Forțelor Terestre ale Armatei Naționale a Republicii Moldova, dislocată la Durlești, municipiul Chișinău. Batalionul a depus jurământ de credință Republicii Moldova în mai 1992.

## Legături externe
- Amplasare geografică (vedere din satelit) Wikimapia.org